# Ed Wingo
 (février 2011).
Si vous disposez d'ouvrages ou d'articles de référence ou si vous connaissez des sites web de qualité traitant du thème abordé ici, merci de compléter l'article en donnant les références utiles à sa vérifiabilité et en les liant à la section « Notes et références ».
Ed Wingo, de son vrai nom Edmond Armand Larivière (Sainte-Anne-de-Bellevue, 8 octobre 1895 - Lachine, 5 décembre 1964), est un joueur de baseball québécois.
Il était un receveur défensif qui fit de brefs séjours avec les Black Sox de Chicago[réf. nécessaire], pour lesquels il n’a jamais joué de match, et les Athletics de Philadelphie en 1920 (une partie jouée, le 2 octobre 1920). Il joua pour Valleyfield, Cap-de-la-Madeleine et Québec dans la ligue Eastern-Canada, avant de jouer avec trois équipes différentes dans la ligue Québec-Ontario-Vermont en 1924. Il fut longtemps le seul receveur québécois à avoir joué dans le  baseball majeur jusqu'à l'arrivée de Pierre-Luc Laforest en 2003.
Informations biographiques:
- Frappe de la droite, Lance de la droite

- Taille : 5' 6", Poids 145 lb.